# Margarete Steiff

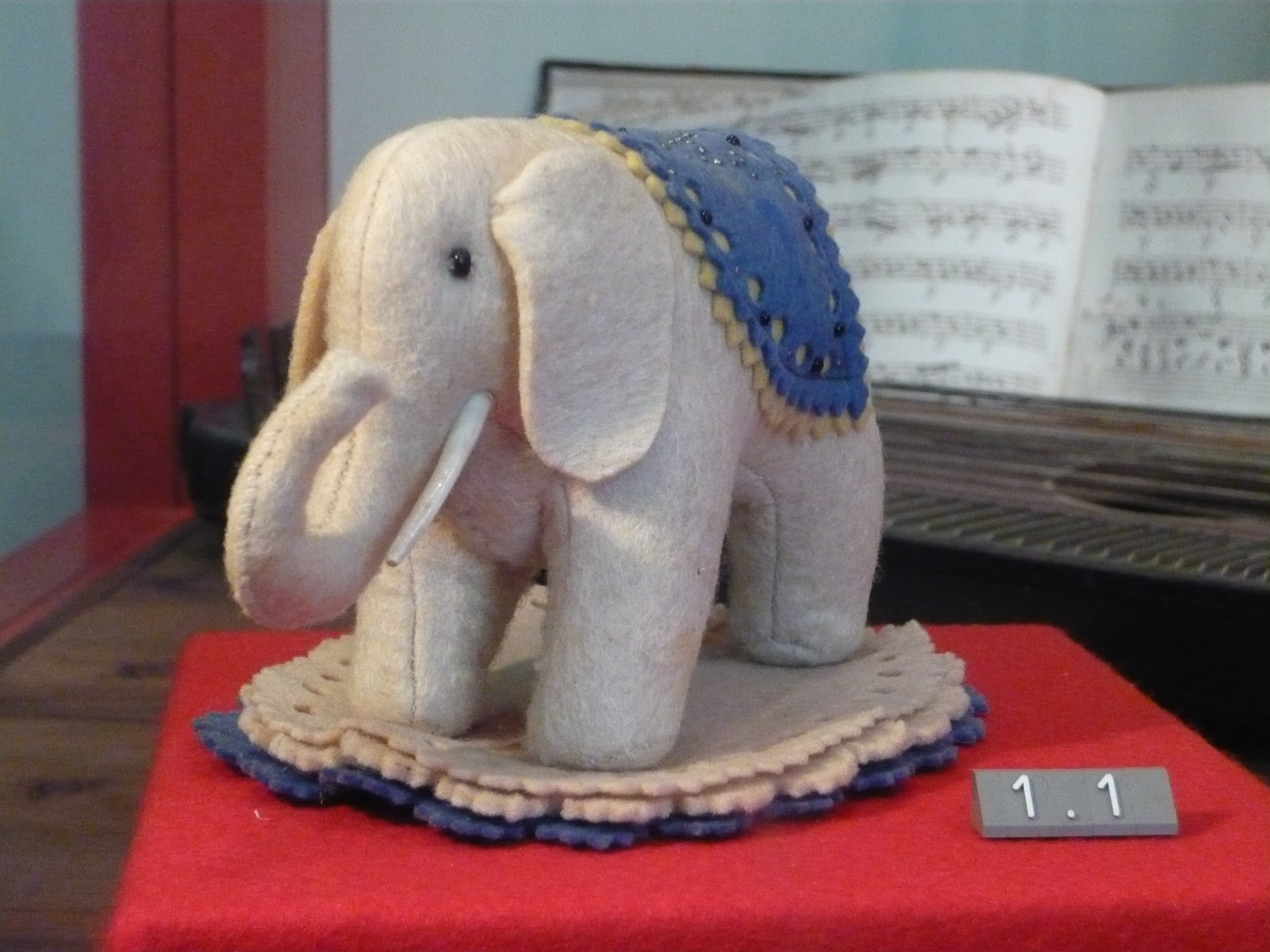
Filcowy słoń wykonany przez Margarete Steiff

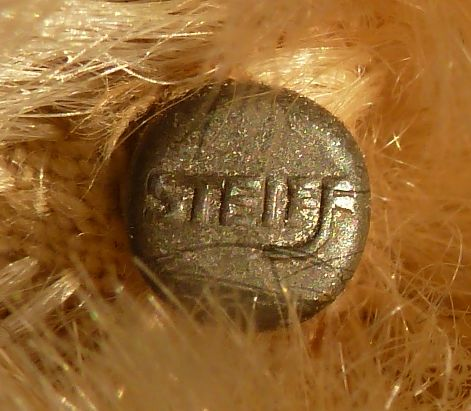
Guzik w uchu

Margarete Apollonia Steiff (ur. 24 lipca 1847 w Giengen an der Brenz, zm. 9 maja 1909 tamże) – niemiecka wynalazczyni miękkich wypchanych zwierząt jako zabawek, założycielka przedsiębiorstwa zabawkarskiego.

## Życiorys
Jej rodzicami byli Friedrich Steiff (1816–1894) z Geislingen an der Steige, właściciel przedsiębiorstwa budowlanego i Maria (1815–1889), z domu Hähnle, primo voto Wulz.
Jako dziewczynka w wieku dwóch lat zachorowała na chorobę Heinego-Medina i odtąd przez resztę życia poruszała się na wózku inwalidzkim oraz miała ograniczoną sprawność prawej ręki. Uczyła się w szkole ludowej i później w lokalnej szkole dla szwaczek. Od około 1862 szyła z siostrami ubrania w domu, a od 1877 prowadziła działalność w zakresie szycia konfekcji z filcu. Pierwszą zabawką, którą zrobiła, był słoń z filcu z wypełnieniem z wełny, uszyty w 1879 roku na podstawie wzoru z pisma o modzie. Odtąd rósł udział zabawek filcowych w jej pracy. W 1883 roku były one prezentowane jako oferta eksportowa w Stuttgarcie.
Przedsiębiorstwo zostało w 1893 zarejestrowane jako „Margarete Steiff Filz-Spielwaren-Fabrik Giengen/Brenz” i systematycznie rozwijało swoją ofertę filcowych zwierząt. Ze względu na to, że próba opatentowania ich produkcji w 1892 się nie powiodła, konieczna była metoda odróżnienia się od imitatorów. Służyły do tego zastrzeżone znaki towarowe, z których pierwszym od 1892 był wielbłąd, zastąpiony kilka lat później przez słonia. W 1897 wystawiono kolekcję na targach zabawek w Lipsku.
Ważnym momentem było włączenie się w 1897 bratanka Margarete Richarda Steiffa do zarządzania przedsiębiorstwem, które stale powiększało liczbę pracowników: w 1880 to były 4 szwaczki i 10 osób pracujących jako nakładcy, w 1902 już 200 osób, a w 1907 400 zatrudnionych i 1800 nakładców.
Kolejny bratanek Franz był autorem kilku pomysłów. Stworzył znak towarowy „Knopf im Ohr”, metalowy guzik umieszczany w uchu zabawek i zarazem hasło reklamowe, stosowane od 1902 roku. Pluszowy miś, zwierzątko pokryte miłym w dotyku i dogodnym do farbowania pluszem oraz z ruchomymi kończynami, zostało przez niego zaprojektowane w 1902 i stało się przebojem na rynku USA. W 1903 wyeksportowano tam 10 tysięcy misiów. Przełomem było ukazanie się prasowej karykatury prezydenta Theodore'a „Teddy” Roosvelta z misiem. W 1904 Margarete i Franz Steiff dostali złoty medal na światowej wystawie w Saint Louis, a w 1907 firma wytworzyła niemal milion pluszowych misiów, spośród całkowitej produkcji około 1,7 miliona zabawek. W tym samym roku przedsiębiorstwo przekształcono w spółkę „Margarete Steiff GmbH”, która istniała nadal w 2020 roku.
Margarete Steiff zmarła 9 maja 1909 w konsekwencji zapalenia płuc.